# Preixens (kommun)
Preixens är en kommun i Spanien.   Den ligger i provinsen Província de Lleida och regionen Katalonien, i den östra delen av landet, 400 km öster om huvudstaden Madrid. Antalet invånare är 471. Arean är 28,7 kvadratkilometer. Preixens gränsar till Castellserà, Agramunt, Artesa de Segre, Montgai och Foradada. 
Terrängen i Preixens är platt.